# Stine Ring Hansen
Stine Schjermer Ring Hansen (født 4. august 1968 i Roskilde) er en dansk billedhugger.

## Baggrund og uddannelse
Stine Ring Hansen er datter af konservator og maler Erik Ring Hansen og tekstilkunstner Vibeke Schjermer Nielsen. Med vejledning af sin far tegnede og malede hun fra 11-års alderen. Efter studentereksamen arbejdede hun nogle år som faderens medhjælper ved restaurering af kirker for Nationalmuseet, og lærte derved forskelligt håndværk og fattede interesse for billedkunst. I 1989 var hun elev på Thorstedlund Kunsthøjskole, Frederikssund. Interessen for at arbejde med bronzeskulpturer opstod, da hun mødte sin mand, billedhuggeren Steffen Lüttge, tidl. formand for Billedkunstnernes Forbund (BKF) og grundlægger af Raadvad Bronzeværksted, hvor hun i 1992 blev medejer.

## Værk
Stine Ring Hansen udformede i 2006 den bronzeskulptur af Den Grimme Ælling, der ledsager Hans Christian Andersen Litteraturprisen. Hun har gjort sig bemærket med buster af bl.a. Haldor Topsøe, Morten Grunwald, Benny Andersen og Lise Nørgaard. Sidstnævnte buste er udstillet på Det Nationalhistoriske Museum på Frederiksborg Slot.

## Andet
Stine Ring Hansen er aktiv i Fonden Raadvad Fabrik, der har sikret bevaringen af Raadvad Gl. Knivfabrik som fungerende værksted for kunstnere, designere og bevaringsværdige håndværk, samt Center for Bygningsbevaring, Naturskolen m.m. Et nyt H.C. Andersen Art Center er under etablering på Lerchenborg Gods ved Kalundborg med værker og inspiration fra Stine Ring Hansen. Kunstneren er medlem af bestyrelsen for Lyngby Kunstforening.

## Privat
Stine Ring Hansen var gift med billedhugger Steffen Lüttge (1945-2016). Sammen har de to døtre.

## Værker og udsmykninger
Stine Ring Hansen har udført en række offentlige udsmykninger, mindesmærker, hæders- og jubilæumspriser, danske og internationale prisopgaver samt portrætbuster.
Portrætbuster:
- 2021 Buste af digteren, forfatteren Benny Andersen for Historisk-Topgrafisk Selskab i Lyngby-Taarbæk, opstillet ved Sophienholm, Kgs. Lyngby [7].
- 2019 Buste af skuespiller og teaterinstruktør Morten Grunwald opstillet på Teater Østre Gasværk.
- 2017 Buste af journalist og forfatter Lise Nørgaard, skabt på eget initiativ, tilhører Portrætsamlingen i Det Nationalhistoriske Museum på Frederiksborg Slot.
- 2012 Buste af erhvervsmanden Haldor Topsøe, repræsenteret internationalt på virksomhedens udenlandske filialer.

Udsmykninger og priser:
- 2021 Snøvsen, bronzeskulptur af Benny Andersens populære børnebogsfigur, ved Stadsbiblioteket i Lyngby [8]
- 2021 Highlights, hyldest til revyskuespilleren Ulf Pilgaard, skænket af Torben Træsko, Dyrehavsbakken.
- 2021 Hyldest til Dyrehaven for Naturstyrelsen Hovedstaden, Boveskovgård, Klampenborg
- 2018 Verdensnavlen ved landsbyerne Reerslev og Stærkende, skænket af Kulturelt Samråd Høje Tåstrup Kommune.
- 2017 Fællesskab, skulpturudsmykning til Reerslev Landsby, udført i samarbejde med Reerslev Skole, Høje Taastrup
- 2013 Krone Taburetten, udførelse af 25 taburetter, som blev dekoreret af medlemmerne i LTKunst. Taburetterne kan ses på Tingstedet på Stades Krog, Kgs. Lyngby.
- 2011 Svanen, mindeskulptur for kunstneren Axel Lind, Grenen Kunstmuseum, Skagen.
- 2008 Kærestefolkene, TopToy ved BRLegetøjs hovedsæde, Tune.
- 2007 Den Grimme Ælling bronzefigur til international Hans Christian Andersen Litteraturpris [9]. Prismodtagere: Karl Ove Knausgård, A. S. Byatt, Haruki Murakami, Salman Rushdie, Isabel Allende, J. K. Rowling, Paulo Coelho. Uddelt første gang i 2007.
- 2006 Livets Lys til 100 års jubilæet på Svendborg Søfartsskole
- 2006 Konen med Æggene, Henriksdal Plejecenter, Taastrup, skænket 2007 af Juliana Drivhuse, Odense.
- 2005 Rambukprisen for Dansk Markedsføring, der årligt belønner kommunikations- og kampagneløsninger med prisstatuetter i bronze.
- 1998 Hildegard af Bingen, Slagelse Sygeplejeskole, skænket af Slagelse Forskønnelsesselskab.
- 1998 Fugleflugt - 5 store bronzefugle, placeret ned gennem Havnegade, Rødbyhavn, udført 1996-1998.
- 1990 Kong Frederik IX's hæderspris for fortjenstfuldt eksportarbejde - som blev givet til E. Pihl & Søn A.S.

## Udstillinger - udvalgte
- 2022 Gruppeudstilling på Galleri Grenen - Grenen Kunstmuseum. Samlingen indeholder værker af Axel Lind, museets initiativtager i 1977, født i Raadvad. [10]
- 2021 Kunst i Kirker, Gentofte - præsentation i Messiaskirken, Maglegårds Sogn, Charlottenlund.
- 2018 Stine Ring Hansens 25 års Jubilæumsudstilling Hvad hænder skabte - 2018 Hvor går vi hen, Fortunfortet, 2018 [11]
- 2017 Hørsholm Kunstforening Fuglsanghus, 2017 - skulpturen Øjet, der ser - edition-serie udført for kunstforeningen.
- 2016 Furesø Kunstforening, Farum Kulturhus,
- 2015 Birkegårdens Haver, Ruds Vedby - Havarthigaarden Holte - Filosoffen Odense - Alterkors Det Evige Liv på Kirkeskibet Jeppe.
- 2014 Cobrarummet Sophienholm - Ågalleriet - Frederiksværk Kunstforening - Tuse Næs Kunsthåndværk Holbæk.
- 2013 Galleri Nord Frederikshavn - Tre generationer Hans Egede Kirke - Galleri 22, Bredgade, København.
- 2012 Grenen Kunstmuseum Skagen - Galleri Hornbæk.
- 2009 Raadvad Kro - permanent udstilling af skiftende værker udsmykker restaurantens borde, siden 2009.
- 2008 Art Herning Kunstmesse ( 2008, 2005, 2000) - SAK Svendborg - Valdemars Slot, Tåsinge - HCA Børnehospitalet Odense.
- 2007 Art Copenhagen med Gallerie Gerly. Samme 2006. Samarbejder med galleriet fra 2001-2008.
- 2006 H.C. Andersen skulpturudstilling Den grimme Ælling, Festsalen, Odense Rådhus - Bispegården Kalundborg - Maison d´Art Scandinave, Nice.
- 2005 Udenrigsministeriet København - Langes Magasin Frederikssund - Jægerspris Slot - Elværket Frederikssund - Marienlyst Slot Helsingør - Bruuns Galleri Aarhus.
- 2004 Listastevna, Galleri Oyggin i fb. m. Nordens Hus, Færøerne - Jyllands Posten, Kgs. Nytorv København,
- 2003 Marziart International Galerie Hamburg Tyskland - Galerie Lærken Hazerswoude Holland
- 2002 Oglethorpe Museum of Art Atlanta USA - Langes Magasin Frederikssund.
- 1999 Seoul International Sculpture Exhibition, Metropolitan Museum of Art, Seoul.
- 1998 Gammelgaard Herlev
- 1996 Kulturårets Skulpturpark - Forskningscentret, Hørsholm 1996 - Skulpturbiennale Kgs. Have København
- 1995 Grenen Kunstmuseum, Skagen 1995 (s.m. Steffen Lüttge) - Det kongelige Palæ, Roskilde.

### Årlige udstillinger
- Jul i Raadvad - åbne værksteder i Raadvad Fabrik, medarrangør siden 2013
- Sommer i Raadvad - åbne værksteder i Raadvad Fabrik, medarrangør
- Åbne Døre Lyngby-Taarbæk, 2012 - 2013
- Haveudstillinger, forår - efterår Raadvad i perioden 2008 - 2003

## Værkliste - udvalgte
- 2021 Snøvsen - To serier af Benny Andersens børnebogsfigur blev solgt i forbindelse med finansiering af portrætbusten af Benny Andersen.
- 2018 Jubilæumstræet til udstillingen på Fortunfortet, De Hundrede Mænd, Fortunfortet 2018, Heksemaske, Kgs. Lyngby 2018.
- 2012 Springvand til Kai Dige Bach. 2010 Håbet Birkholm Kapel Herlev.
- 2009 Udsmykning Tommelise Børnehospitalet, Odense. Den Grimme Ælling, H.C.A. Airport Odense. Udsmykning Hørren og Grantræet til Elselskabet NEF Kerteminde.
- 2007 Blixen.
- 2005 Fugl Fønix relief til Konserveringscentret i Vejle.
- 2003 Multiply til Pharmacon Hillerød.
- 1999 Trio Ballerup Centret. - 1998 Lyngby Politi Sorgenfri - 1997 Vækstdyr. -
- 1996 Vidne fra Shetland, Reerslev Kirkegård. - 1995 De 10 Bud og Jakobstigen, relieffer, Reerslev Kirke.
- 1995 Svalen, Grenen Kunstmuseum.
- 1991 Lille gås, Blomstring 1992, Moderfuglen 1993, Styrke, statuette 1994, Rytme 1998. m.fl - se flere på kunstnerens hjemmeside

### Prisstatuetter- og skulpturer
- Nordea Erhvervspris: 2001, 2002, 2004, 2005, 2009.
- Rambuk Prisen, Rambuk Grand Prix og Rambuk Jubilæumspris for Huset Markedsføring A/S, Dansk Markedsføring 2005 - 2022.
- Haldor Topsøe, Topsøe Spirit Award, 2015.
- Lille Hildegard, årlig hæderspris fra Slagelse Sygeplejeskole 2001-11.
- Beskæftigelsespris for Lyngby-Taarbæk Kommune 2010 tildelt Scandic Hotel Eremitage, Kgs. Lyngby.
- HCA-Open Golfpris til fordel for Børnehospitalet, Odense.
- Olsenprisen for Storstrøms Amt, 2006. Initiativprisen Dansk Industri 1999.

## Stipendier og udmærkelser
- 2022 - Eva og Kai Dige Bachs lille Fond - Hæderspris 2022 tildeles Stine Ring Hansen for hendes mere end 30-årige virke som billedhugger i Bronzeværkstedet på Raadvad Fabrik, hvor hun har skabt en produktion af værker og stålsat taget kampen op for bevarelsen af Raadvad, som et levende miljø for håndværkets fag.[12] Uddelt 23. november 2022
- 1997 - Hielmstierne-Rosencroneske legat, 1997.
- 1995 - Axel Linds Nordiske Kulturpris, Grenen Kunstmuseum, Skagen 1995